# Gesellschaft. Wirtschaft. Politik
Gesellschaft. Wirtschaft. Politik – GWP ist eine Fachzeitschrift für Lehrerinnen und Lehrer sozialwissenschaftlicher Fächer, für Studierende einschlägiger Fachgebiete und für allgemein sozialwissenschaftlich Interessierte.

## Geschichte
Die Zeitschrift erscheint <in welchem Jahr?> im 72. Jahrgang – bis 2001 unter dem Titel Gegenwartskunde – und ist die älteste in diesem Feld. Seit der Saarbrücker Rahmenvereinbarung von 1962 über die Einführung des Schulfaches Gemeinschaftskunde deckt sie den einschlägigen Themenkanon aller Bundesländer ab. 1973 wurde die überwiegend didaktisch-theoretisch orientierte Zeitschrift Gesellschaft – Staat – Erziehung mit wichtigen Impulsen integriert. Von deren Herausgebern traten nacheinander Friedrich Minssen und Wolfgang Hilligen in die Gegenwartskunde-Herausgeberschaft ein. Nach dem Verkauf des Verlages Leske + Budrich im Jahr 2004 an den Springer-Konzern erschien die Zeitschrift für drei Jahre dort (unter dem Verlagstitel „VS Verlag für Sozialwissenschaften“), wurde danach von Edmund Budrich zurückgekauft und erscheint seit 2006 im Verlag Barbara Budrich.

## Herausgeber und Beirat
In der Herausgeberschaft wirkten in den Jahrzehnten des Erscheinens Sozialwissenschaftler (Friedrich Wilhelm Dörge, Hans-Hermann Hartwich, Günter Hartfiel, Bernhard Schäfers, Stefan Hradil, Stefan Liebig) und Didaktiker (Walter Gagel, Friedrich Minssen, Tilman Grammes, Wolfgang Hilligen).
Die Herausgeber heute:
Ehrenherausgeber:
Hans-Hermann Hartwich †
Herausgeber:
- Edmund Budrich, Leverkusen
- Dirk Lange, Universität Wien und Leibniz Universität Hannover
- Stefan Immerfall, Pädagogische Hochschule Schwäbisch Gmünd
- Sibylle Reinhardt, Martin Luther-Universität Halle-Wittenberg
- Roland Sturm, Friedrich-Alexander-Universität Erlangen-Nürnberg

in Kooperation mit dem Institut für Didaktik der Demokratie Hannover und dem Demokratiezentrum Wien
Der wissenschaftliche Beirat:
- Heiner Adamski, Hamburg
- Tim Engartner, Köln
- Sven Bernhard Gareis, Münster
- Reinhold Hedtke, Bielefeld
- Stefan Hradil, Mainz
- Eckhard Jesse, Chemnitz
- Michèle Knodt, Darmstadt
- Johannes Kopp, Trier
- Stefan Liebig, Berlin
- Michael May, Jena
- Monika Oberle, Göttingen
- Heinrich Pehle, Erlangen
- Armin Scherb, Erlangen
- Josef Schmid, Tübingen
- Andrea Szukala, Augsburg
- Bettina Zurstrassen, Bielefeld

## Autoren
Für die Zeitschrift schreiben Fachleute aus Wissenschaft und Fachpraxis.

## Programmatik
Zwar liegt das inhaltliche Schwergewicht auf Gegenständen und Problemen der im Titel angesprochenen Bereiche (Gesellschaft, Wirtschaft, Politik), aber es geht nicht um enzyklopädische Information. Vielmehr werden anstehende Themen mit geeigneten Fragestellungen didaktisch aufgeschlossen. Unterricht bzw. Kurse zur politischen Bildung können so auch auf das aktuelle Geschehen fundiert eingehen. Die Verwendung unterschiedlicher Textsorten, die von Fachaufsätzen bis zum Interview und zum Unterrichtsbeispiel reichen, unterstützt die didaktische Funktion.

## Arbeitsweise
GWP arbeitet mit einem speziellen Peer Review: Die Herausgeberin und die Herausgeber begutachten jeden vorliegenden Text. Die Stellungnahmen werden in vierteljährlichen Sitzungen diskutiert. Daraus ergeben sich Rückkoppelungen zu den Autoren bis zur endgültigen Annahme (oder Ablehnung) eines Textes.

## Erscheinen
GWP erscheint vierteljährlich mit mindestens 128 Seiten Inhalt im Verlag Barbara Budrich. Open Access und Online first sind je nach Bedarf Präsentationsformen. Auf der Startseite der Internetausgabe sind die Plattformen angegeben, auf denen GWP dokumentiert wird.